# Ya'qub ibn Tariq
Yaʿqūb ibn Ṭāriq (in arabo يعقوب بن طارق‎?; Baghdad, VIII secolo – Baghdad, 796) è stato un astronomo, astrologo, matematico e traduttore persiano.

## Opere
I lavori attribuiti a Yaʿqūb ibn Ṭāriq includono:
- Zīj maḥlūl fī al‐Sindhind li‐daraja daraja (in arabo زيج محلول في السندهند لدرجة درجة‎?, "Tavole astronomiche nel Sindhind, risolte per ogni grado"),
- Tarkīb al‐aflāk (in arabo تركیب الأفلاك‎?, "Sistemazione delle stelle"),
- Kitāb al‐ʿilal (in arabo كتاب العلل‎?, "Libro delle prove"),
- Taqṭīʿ kardajāt al‐jayb (in arabo تقطيع كردجات الجيب‎?, "Distribuzione delle kardaja[2] del seno"), e
- Mā irtafaʿa min qaws niṣf al‐nahār (in arabo ما إرتفع من قوس نصف النهار‎?, "Elevazione dell'arco di meridiano").

Un lavoro astrologico, intitolato al‐maqālāt (in arabo المقالات‎?, "I Capitoli") gli viene parimenti attribuito da una fonte non autorevole.
Il Zīj al-Sindhind, tradotto con Ibrahim al-Fazari e suo figlio Muhammad, fu portato a compimento attorno al 773 ed era basato su uno studio scientifico redatto in Lingua sanscrita, che si ritiene derivasse dal Brāhmasphuṭasiddhānta. Il lavoro fu portato da studiosi indiani dal Sindh nella corte del califfo abbaside al-Mansur, e si dice fosse l'opera di un astronomo del Sindh di nome Kankah.
Il Tarkīb al‐aflāk si occupa di cosmografia.  Esso calcola le dimensioni e le distanze dei corpi celesti che tabellate nell'opera di al-Bīrūnī sull'India: basandosi su questa opera Yaʿqūb ibn Ṭāriq aveva fornito il raggio della Terra, indicandolo in 1 050 farsakh, il diametro della Luna e di Mercurio, indicandolo in 5 000 farsakh (4,8 del raggio terrestre), e il diametro di altri copri celesti (Venere, Sole, Marte, Giove e Saturno), indicandolo in 20 000 farsakh (19,0 del raggio terrestre).